# Witold Oleksiak
Witold Oleksiak (ur. 15 sierpnia 1967 w Warszawie) – polski aktor telewizyjny i filmowy.

## Życiorys
Zyskał rozpoznawalność dzięki roli "Rumcajsa" w serialu TVP "Plebania".

## Obsada dubbingu
- 2014: Powstanie Warszawskie
- 2014: Warsaw uprising

## Pojazdy
- 2007: Rezerwat

## Filmografia
- 2000: Sezon na leszcza – przystojniak Bolo Dzieduszycki "Cipas", członek bandy złodziei samochodów
- 2000: Sen o kanapce z żółtym serem
- 2000: Chłopaki nie płaczą – gość
- 2001: Gulczas, a jak myślisz... – motocyklista
- 2005: Pogromczynie mitów – podatnik
- 2006 - 2012: Plebania – 2 role: osiłek (odc.760, 772), Rumcajs (odc.812, 813, 909, 950, 966, 972, 973, 978, 979, 989, 1019, 1020, 1022, 1023, 1024, 1025, 1026, 1045, 1047, 1049, 1050, 1053, 1164, 1168, 1172, 1177, 1178, 1198/1199, 1201, 1202, 1204, 1210, 1214, 1226, 1227, 1228, 1229, 1230, 1231, 1236, 1241, 1245, 1246, 1248, 1255, 1257, 1259, 1262, 1266, 1278, 1279, 1280, 1281, 1291, 1295, 1296, 1298, 1301, 1302, 1320, 1322, 1323, 1324, 1325, 1330, 1331, 1340, 1341, 1342, 1348, 1349, 1351, 1354, 1355, 1356, 1357, 1358, 1360, 1369, 1370, 1374, 1375, 1386, 1407, 1413, 1414, 1416, 1433, 1443, 1444, 1465, 1466, 1467, 1473, 1474, 1476, 1477, 1481, 1482/1483, 1492, 1493, 1494, 1495, 1496, 1497, 1499, 1501, 1522, 1523, 1524, 1525, 1526, 1527, 1528, 1529, 1539, 1540, 1543, 1546, 1548, 1549, 1550, 1551, 1552, 1553, 1558, 1559, 1560, 1565, 1568, 1581, 1582, 1583, 1589, 1595, 1603, 1632, 1646, 1650, 1651, 1661, 1666, 1669, 1670, 1671, 1672, 1673, 1691, 1692, 1693, 1694, 1695, 1696, 1697, 1700, 1701, 1702, 1703, 1704, 1709, 1713, 1714, 1715, 1716, 1718, 1723, 1724, 1725, 1726, 1727, 1729, 1730, 1731, 1733, 1734, 1739, 1740, 1746, 1747, 1748, 1749, 1753, 1754, 1756, 1757, 1758, 1759, 1760, 1761, 1764, 1765, 1766, 1767, 1768, 1769, 1770, 1771, 1776, 1779, 1782, 1783, 1784, 1787, 1789, 1790, 1792, 1797, 1805, 1808, 1809, 1813, 1819, 1823)
- 2006: Francuski numer – właściciel komisu samochodowego
- 2007: Tysiąc zakazanych krzaków – szef redakcji
- 2008 - 2010: Ojciec Mateusz – 3 role: pirotechnik (odc.9), "Pajda", człowiek Tęczyńskiego, Gros, pracownik Adrianny Grabek (odc.62)
- 2008: Daleko od noszy – pacjent
- 2009: Ostatnia akcja – oficer dyżurny
- 2011: Apetyt na życie – dźwiękowiec (odc.1)
- 2011 - 2013: Przepis na życie – kelner Wojtek (odc.1, 2, 4, 5, 10, 12, 18, 19, 22, 23, 24, 31, 34, 46, 47, 50, 51, 52, 53, 55, 56, 58, 59, 60, 62, 64, 65)
- 2013 - 2015: Na dobre i na złe – 2 role: Adam, syn Elżbiety (odc.537), Mateusz (odc.589)
- 2014: Sama słodycz – szef ekipy budowlanej (odc.3)
- 2015: Słaba płeć?
- 2015: Nie rób scen – ojciec (odc.8)
- 2016: Baraż – sąsiad
- 2017 - 2019: Wojenne dziewczyny – 2 role:mężczyzna na bazarze (odc.11, 33), barman (odc.19, 22)
- 2017: Nie zostawiaj mnie – dyrektor
- 2022 - 2023 : Ojciec Mateusz - odc.356, 369, 385, 386 - Bebzon
- 2024: Ojciec Mateusz - odc. 399 - Balton, brat Bebzona

## Kierownictwo planu
- 2006: Sekcja 998

## Pomysł filmu
- 2000: Jestem stąd...

## Bohater
- 1991: Oleksiak Witold